# Podnoszenie ciężarów na Letnich Igrzyskach Olimpijskich 2020 – waga ponad 109 kg mężczyzn
Rywalizacja w wadze powyżej 109 kg mężczyzn w podnoszeniu ciężarów na Letnich Igrzyskach Olimpijskich 2020 została rozegrana w dniu 4 sierpnia 2021 roku w hali Tokyo International Forum.

## Terminarz
| Data            | Godzina |         |
| --------------- | ------- | ------- |
| 4 sierpnia 2021 | 13:50   | Grupa B |
| 4 sierpnia 2021 | 19:50   | Grupa B |

## Wyniki
| Pozycja | Grupa | Zawodnik              | Reprezentacja     | Waga   | Rwanie | Rwanie | Rwanie | Podrzut | Podrzut | Podrzut | Wynik | Uwagi   |
| Pozycja | Grupa | Zawodnik              | Reprezentacja     | Waga   | 1      | 2      | 3      | 1       | 2       | 3       | Wynik | Uwagi   |
| ------- | ----- | --------------------- | ----------------- | ------ | ------ | ------ | ------ | ------- | ------- | ------- | ----- | ------- |
| 1. !    | A     | Lasza Talachadze      | Gruzja            | 177,00 | 208    | 215    | 223    | 245     | 255     | 265     | 488   | WR · OR |
| 2. !    | A     | Ali Dawudi            | Iran              | 168,25 | 191    | 196    | 200    | 234     | 240     | 241     | 441   |         |
| 3. !    | A     | Man Asaad             | Syria             | 147,55 | 185    | 190    | 197    | 228     | 234     | 242     | 424   |         |
| 4.      | A     | Hojamuhammet Toýçyýew | Turkmenistan      | 141,85 | 184    | 188    | 190    | 230     | 235     | 241     | 414   |         |
| 5.      | A     | David Liti            | Nowa Zelandia     | 176,55 | 173    | 178    | 183    | 229     | 236     | 241     | 414   |         |
| 6.      | A     | Enzo Kuworge          | Holandia          | 161,10 | 175    | 180    | 180    | 225     | 233     | 234     | 409   |         |
| 7.      | B     | Péter Nagy            | Węgry             | 160,30 | 165    | 173    | 178    | 206     | 214     | 218     | 396   |         |
| 8.      | B     | Marcos Ruiz           | Hiszpania         | 109,90 | 175    | 180    | 185    | 210     | 215     | 215     | 395   |         |
| 9.      | B     | Caine Wilkes          | Stany Zjednoczone | 151,15 | 173    | 178    | 180    | 212     | 217     | 224     | 390   |         |
| 10.     | B     | Sargis Martirosjan    | Austria           | 114,35 | 175    | 180    | 180    | 190     | 201     | 205     | 381   |         |
| 11.     | B     | David Litvinov        | Izrael            | 128,60 | 176    | 181    | 181    | 205     | 210     | 210     | 381   |         |
| 12.     | B     | Hsieh Yun-ting        | Chińskie Tajpej   | 126,05 | 165    | 172    | 179    | 206     | 206     | 2014    | 378   |         |
| -       | A     | Jiří Orság            | Czechy            | 140,90 | 175    | 180    | 184    | 232     | 235     | 235     | DNF   | DNF     |